# Crvenokapi američki djetlić
Crvenokapi američki djetlić (lat. Melanerpes formicivorus), vrsta djetlića iz potporodice Picinae (djetlići). Postoji više podvrsta, sve su iz Amerike.
Ptica je srednje veličine, do 21 cm duga, težine 85 grama.

## Podvrste
1. Melanerpes formicivorus albeolus Todd, 1910; Gvatemala, Belize
2. Melanerpes formicivorus angustifrons S. F. Baird, 1870; Baja California Sur
3. Melanerpes formicivorus bairdi Ridgway, 1881; od sjeverozapadnog Oregona do sjeverne Baja Californie
4. Melanerpes formicivorus flavigula (Malherbe, 1849); Kolumbijske Ande
5. Melanerpes formicivorus formicivorus (Swainson, 1827); Arizona, Novi Meksiko i zapadni Teksas do jugoistočni Meksika (zapadni Chiapas)
6. Melanerpes formicivorus lineatus (Dickey & Van Rossem, 1927); Gvatemala, Nikaragva
7. Melanerpes formicivorus striatipectus Ridgway, 1874; Od Nikaragve do Paname.